# 森正久
森 正久（もり まさひさ）は、戦国時代 / 室町時代（安土桃山時代？）ごろの武将。通称は勘解由。別名・前野正久。

## 生涯
人皇56代清和天皇の後胤、森大和守源頼親の末裔で大和国の豪族でもある森氏に生まれる。訳あって大和国から伊勢国中江に移住し、そこに中江城を築いて初代城主となる。官位は従五位下 - 式部少輔。
大永5年（1525年）8月25日、尾張国前野郷に八幡宮（現在は前野天満社となっている）を勧請する。
天文（1532年〜1554年）の頃、織田信秀の攻撃を受けて子の正成とともに伊勢国中江を退去する。尾張国小折村（現江南市）の生駒屋敷（小折城）二之丸に居住したのち前野郷に住み、前野家12代前野正義の娘・阿久以を娶って正義の養子となった。
弘治2年（1556年）4月20日、美濃国の下剋上大名・斎藤道三が息子の斎藤義龍と戦って討ち死にした（長良川の戦い）。この戦いで勢力を伸ばして勢いづいた齋藤義龍は美濃明智城攻めを行う。この際、清須織田家の織田信長は援軍を遅れる余裕がなく、犬山織田家の織田信清に救援を要請する。この時正久は、生駒家長（小折城）、中島左衛門尉（小口城）らとともに援軍として差し向けられたが、それらは総勢僅か300余騎だった。
同9月21日、援軍が明智城に入った頃には義龍軍も攻撃を開始しており、明智一門、三宅弐部之助、肥田玄蕃（肥田忠政か）らとともに籠城した。この戦いで義父の正義は討ち死にし、前野家は正義の弟の前野宗康が継いだ。
また、長島一向一揆に一揆方として参戦したが、生駒家長が織田信長に正久の助命を嘆願したことで助命を許され、再び生駒屋敷の二之丸で蟄居した。

## 多くの矛盾
正久の生涯については疑問点が多い。前野家古文書『武功夜話』にある前野氏系図によると、享禄4年（1531年）没である。だが天文（1532年〜1554年）の頃に伊勢国から尾張国に移住しており、矛盾している。また、少なくとも天文の頃までは伊勢国にいたとあるにもかかわらず、大永5年に八幡宮（現前野天満社）を勧請しており、これも矛盾している。さらには長島一向一揆に参加したという記録もあり、矛盾点・疑問点が多い。こうした様々な矛盾点・疑問点はあるが、この記事の生涯の段では時系列順に並べている。

## 系譜
- 父母：不詳
- 養父：前野五郎九郎正義
- 正室：阿久以（養父五郎九郎正義娘）
  - 男子：森甚之丞正成（後に生駒式部少輔となる）
  - 男子：森勘解由正利
  - 女子：前野露乃（織田信長の室・生駒吉乃に奉公する）
  - 男子：森清十郎正好